# Saint-Thual
Saint-Thual é uma comuna francesa na região administrativa da Bretanha, no departamento Ille-et-Vilaine. Estende-se por uma área de 11,5 km². Em 2010 a comuna tinha 952 habitantes (densidade: 82,8 hab./km²).